# ديفيس غوغنهايم
فيليب ديفيس غوغنهايم (بالإنجليزية: Davis Guggenheim)‏ مخرج ومنتج أمريكي ولد في 11 مارس 1963 بسانت لويس في ولاية ميسوري، وهو ابن شارل غوغنهايم وماريون غوغنهايم. تخرج من جامعة براون سنة 1986. وهو متزوج من الممثلة إليزابت شو.

## أفلامه
من الأفلام والمسلسلات التي أخرجها أو ساهم في إنتاجها، الدرع، الخشب القاتل وغيرها. كما أخرج الفيلم الوثائقي حقيقة مزعجة والذي فاز بجائزة الأوسكار لأفضل فيلم وثائقي. وأخرج فيلم عن حياة باراك أوباما والذي عرض في 29 أكتوبر 2008. كما قام بإخراج فيلم سماني ملالا يحكي فيه قصة الناشطة في مجال تعليم المرأة ملالا يوسف زي.

## روابط خارجية
- ديفيس غوغنهايم على موقع IMDb (الإنجليزية)
- ديفيس غوغنهايم على موقع الموسوعة البريطانية (الإنجليزية)
- ديفيس غوغنهايم على موقع ألو سيني (الفرنسية)
- ديفيس غوغنهايم على موقع ميوزك برينز (الإنجليزية)
- ديفيس غوغنهايم على موقع أول موفي (الإنجليزية)
- ديفيس غوغنهايم على موقع بوكس أوفيس موجو (الإنجليزية)
- ديفيس غوغنهايم على موقع قاعدة بيانات الأفلام السويدية (السويدية)
- ديفيس غوغنهايم على موقع إن إن دي بي (الإنجليزية)
- ديفيس غوغنهايم على موقع ديسكوغز (الإنجليزية)
- ديفيس غوغنهايم على موقع قاعدة بيانات الفيلم (الإنجليزية)